# Бинов трионоуст
Биновите трионоусти (Serrivomer beanii) са вид актиноптери от семейство Serrivomeridae.Срещат се в Бразилия. 
Те са незастрашен вид.
Таксонът е описан за пръв път от Тиъдър Гил през 1883 година.